# ピカチュウ、これなんのカギ?
『ピカチュウ、これなんのカギ?』は2014年7月19日に『ポケモン・ザ・ムービーXY 破壊の繭とディアンシー』と同時上映された劇場版アニメ作品。テレビ東京開局50周年記念作品。

## 概要
劇場短編第9弾。『ポケットモンスター ダイヤモンド&パール』以降でポケモンアニメのシリーズ構成を務める冨岡淳広が初めて脚本を手掛けたポケモン映画。ヒノヤコマとホルビー以外のピカチュウ達とバケッチャ以外のニャース達がクレッフィの力で様々な幻のポケモンの世界を冒険するストーリーとなっており、時系列は『破壊の繭とディアンシー』の少し前と設定されている。『ピチューとピカチュウ』以来、14年ぶりに久々にサトシを含む人間のメンバーが短編に出演した。ニャースの台詞からもムサシやコジロウの名前が出ている。

## ストーリー
遊んでいたピカチュウ達が出会ったのは、かぎたばポケモンのクレッフィ。空中に浮かぶカギ穴にクレッフィがカギを差し込むと別の世界へと行く事ができるのだ。クレッフィに連れられ、ピカチュウ達やその後を追ってきたニャース達は、色んな世界へと遊びに出かける。

## キャスト
- ピカチュウ - 大谷育江
- デデンネ - 佐藤恵
- ケロマツ、ソーナンス - うえだゆうじ
- フォッコ - 林原めぐみ
- ハリマロン - 生天目仁美
- ルチャブル - 三木眞一郎

- ニャース - 犬山イヌコ
- マーイーカ - 三宅健太

- クレッフィ - 愛河里花子
- ビクティニ、アマルス - 安済知佳
- チゴラス - 古島清孝
- オンバット - 寺崎裕香
- ジラーチ - 金田朋子
- シシコ - 赤﨑千夏

- サトシ - 松本梨香
- セレナ - 牧口真幸
- シトロン - 梶裕貴
- ユリーカ、マナフィ - 伊瀬茉莉也

- ナレーション - 渡辺麻友（当時AKB48）

## スタッフ
- 原案 - 田尻智、増田順一、杉森建
- スーパーバイザー - 石原恒和、久保雅一
- アニメーション監修 - 小田部羊一
- エグゼクティブプロデューサー - 浅井認、福永晋
- 製作 - 都築伸一郎、伊藤憲二郎、富山幹太郎、太田哲夫、遠藤真郷、紀伊高明
- アニメーションプロデューサー - 亀井康輝
- アニメーションコーディネーター - 野本岳志、吉川兆二
- 副監督 - 須藤典彦
- 脚本 - 冨岡淳広
- 絵コンテ - 浅田裕二
- 演出 - 飯島正勝
- キャラクターデザイン・総作画監督 - 一石小百合
- 美術監督 - 阿部行夫
- 色彩設計 - 佐藤美由紀
- 撮影監督 - 山越康司
- 編集 - 辺見俊夫
- 音響監督 - 三間雅文
- 音楽プロデューサー - 齋藤裕二、谷澤嘉信、佐野弘明
- 音楽 - 多田彰文
- 作画監督 - 竹内杏子、佐藤陵
- 作画監督補 - 堤舞、山本恵美里
- 動画検査 - 榎本冨士香
- プロパティデザイン - 近永健一
- エンディング絵コンテ - 中野悟史
- 色指定・検査 - 井上あきこ
- 特殊効果 - OLM、太田憲之
- 背景 - じゃっく
- 撮影 - トライパッド
- CGI - OLM Digital
- CGIプロデューサー - 坂美佐子
- CGIスーパーバイザー - 近藤潤
- CGIディレクター - 伊藤良太
- 編集助手 - ジェイ・フィルム、野川仁、小守真由美
- 現像 - IMAGICA
- 音響プロデューサー - 南沢道義、西名武
- 音響効果 - 神保大介
- 制作デスク - 佐々木崇之
- 設定制作 - 網中望、澤田剛
- 制作進行 - 重光克彦
- アニメーション制作 - OLM Team Kamei
- アシスタントプロデューサー - 下平聡士、村椿拓郎、折方崇志、海野千春、石本順也
- デスク - 波多邊万里子、新藤麻希子
- プロデューサー - 盛武源、細谷伸之、新井賢一、岡本順哉
- 製作 - ピカチュウプロジェクト（The Pokémon Company、小学館、テレビ東京、タカラトミー、ジェイアール東日本企画、OLM、小学館集英社プロダクション）
- 監督 - 湯山邦彦

### 原画
五十嵐優花　西谷泰史　香月麻衣子　宮田忠明　酒井強至　堤舞
吉野真一　竹内杏子　山本恵美里
池平千里　中山知世　井上敦子　西野文那　大豆一博　松原京子
尾鷲英俊　丸山泰英　高橋英吉　渡部由紀子　立花希望　寺澤伸介
砂川正和　はせがわしんや
矢嶋哲生　広岡トシヒト　一石小百合
第二原画
南林宏美　浦岡華絵　江上華子　合田麻美　宗圓祐輔　森なゆた
中西加奈世　森円美　小竹由莉　神山栄吏　陳達理
はだしぷろ

## 主題歌
エンディングテーマ「ピースマイル!」
作詞 - PA-NON /作曲・編曲 - たなかひろかず / 音楽協力 - 谷澤嘉信 / 歌 - J☆Dee'Z（ソニー・ミュージックレコーズ）